# Andrea Raggi
Andrea Raggi (La Spezia, 24 giugno 1984) è un ex calciatore italiano, di ruolo difensore.
Ha legato la propria carriera al Monaco, in cui ha militato per sette stagioni e con cui ha vinto il campionato francese nel 2016-2017.

## Biografia
Nato a La Spezia, trascorre l'infanzia e l'adolescenza a Marina di Carrara, dove si stabilirono i suoi genitori per motivi di lavoro. Il 7 giugno 2008 si è sposato a Tellaro con Elisabeth. Ha una figlia, Ginevra.

## Caratteristiche tecniche
Nasce come difensore centrale, ma nell'Empoli ben presto si adatterà al ruolo di terzino per esigenze tattiche. A Palermo, invece, parte come terzino con Colantuono, ma torna ad essere considerato un centrale dal mister Ballardini. Nel 2009-2010, durante la sua prima stagione in rossoblu, viene stabilmente utilizzato come difensore laterale in alcune occasioni anche a sinistra.

## Carriera

### Club

#### Empoli
Cresciuto calcisticamente nell'Empoli, nella stagione 2003-2004 viene ceduto in prestito, in Serie C2, alla Carrarese dove colleziona 29 presenze e 1 gol.
Tornato dal prestito, ha esordito in Serie A con la maglia dell'Empoli il 21 settembre 2005 in Empoli-Cagliari (3-1). Con l'Empoli ha disputato quattro stagioni a buoni livelli (102 presenze totali), mettendosi in mostra a livello nazionale soprattutto nella stagione 2007-2008, la sua ultima in maglia empolese. Ha fatto il suo esordio nel primo turno d'andata di Coppa UEFA il 20 settembre 2007 in occasione di Empoli - Zurigo incontro terminato 2-1 per la squadra toscana.

#### Palermo
Il 28 maggio del 2008 si concretizza il suo trasferimento al Palermo per 7 milioni di euro; con la società rosanero firma un contratto quadriennale da 600.000 euro a stagione.
Partito titolare nelle gerarchie del mister Colantuono e quindi nella prima giornata di campionato contro l'Udinese, dopo l'esonero di questi e l'arrivo del nuovo tecnico Ballardini, non ha più la possibilità di giocare e viene declassato a "riserva", giocando soltanto all'ottava giornata contro la Fiorentina.

#### Sampdoria
Dato lo scarso impiego (2 sole presenze), l'8 gennaio 2009 viene ceduto alla Sampdoria in prestito oneroso (400 000 euro) con opzione sulla compartecipazione fissata intorno ai 4 milioni di euro.
Ha a lungo indossato la casacca numero 46 in onore al suo idolo Valentino Rossi, pilota di moto. Arrivato alla Sampdoria ha scelto il numero 84 (anno della sua data di nascita) poiché il 46 apparteneva già a Mirko Pieri, che peraltro ha scelto quel numero per lo stesso motivo.
Fa il suo esordio in maglia blucerchiata il 21 gennaio 2009 nel match dei quarti di finale di Coppa Italia contro l'Udinese.

#### Bologna

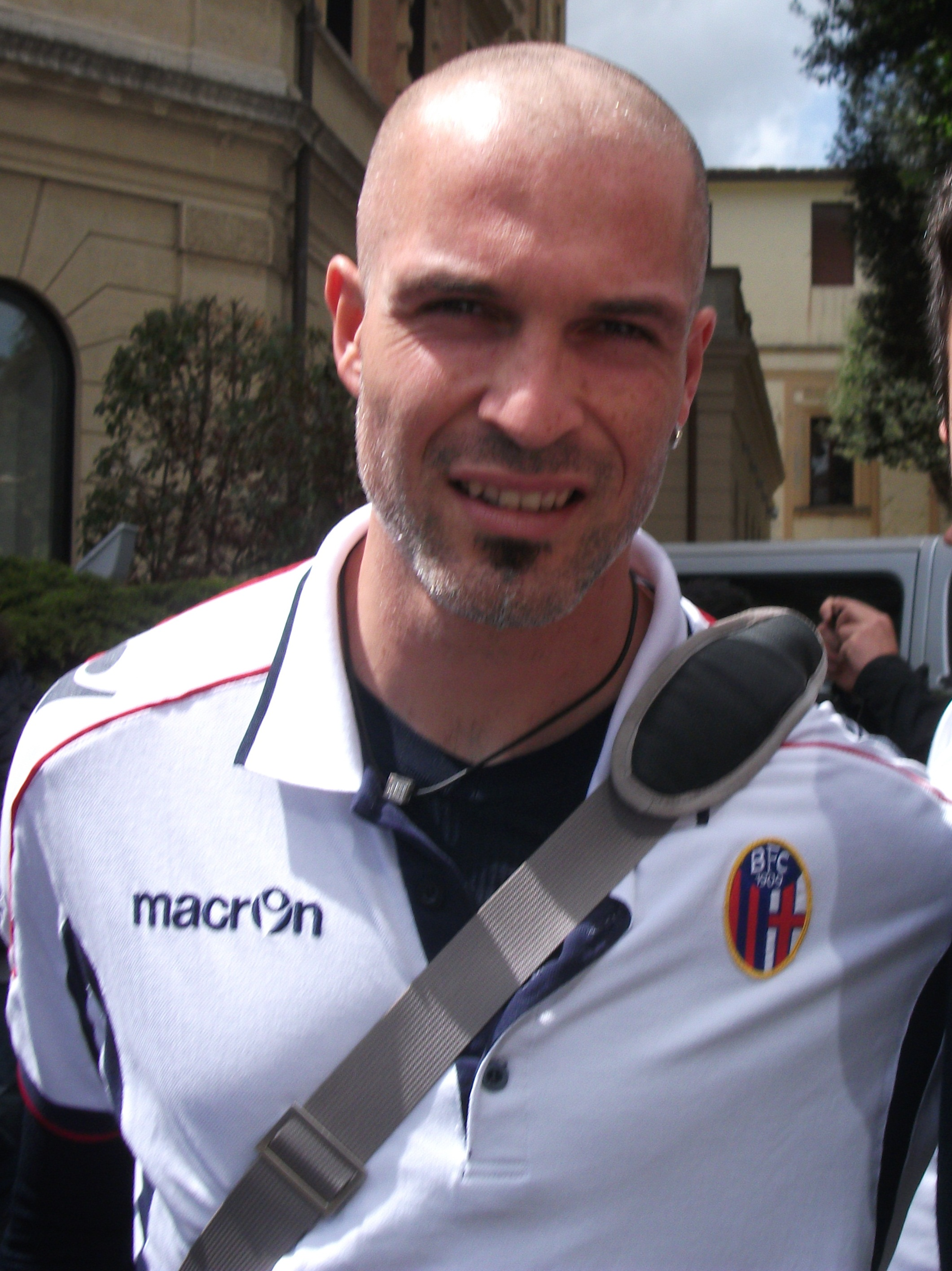
Raggi al Bologna

A fine stagione non viene riscattato tornando quindi in rosanero, ma il 13 luglio 2009 lo girano nuovamente in prestito, stavolta al Bologna, con la possibilità da parte della società felsinea di riscattare la comproprietà del giocatore.
Il suo esordio in campionato con la maglia del Bologna risale al 22 agosto 2009 in occasione della partita Bologna-Fiorentina terminata 1-1.
Il 14 marzo 2010, in occasione della partita Bologna-Sampdoria, terminata 1-1, segna nel finale il suo primo gol in maglia rossoblu.
Termina il campionato con 31 presenze ed appunto un gol. A fine stagione non viene riscattato dal Bologna tornando così al Palermo per fine prestito.

#### Bari
Il 16 luglio 2010, su richiesta dell'allenatore Gian Piero Ventura, passa dal Palermo al Bari con la formula del prestito con diritto di riscatto sulla compartecipazione. Esordisce con la nuova maglia il 2 settembre 2010 alla seconda giornata di campionato in Napoli-Bari (2-2). Chiude la stagione con 16 presenze in campionato di cui 13 da titolare. Finito il prestito, ritorna al Palermo, ma non viene convocato per il ritiro estivo venendo quindi messo sul mercato.

#### Ritorno al Bologna
Il 23 agosto 2011 passa a titolo definitivo al Bologna, dopo averci già giocato nella stagione 2009-2010; il giocatore si allenava già con la squadra dal 9 agosto. Gioca 31 partite in campionato, tutte da titolare, segnando un solo gol in Coppa Italia contro la Juventus, rimanendo svincolato alla fine della stagione in quanto la società non esercita l'opzione sul contratto annuale che gli aveva fatto firmare.

#### Monaco

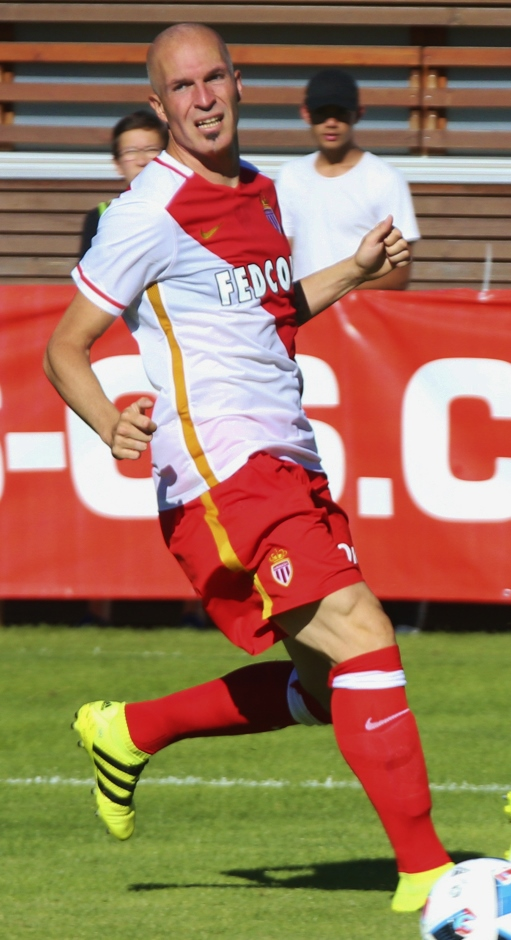
Raggi con la maglia del Monaco nel 2016

Il 21 maggio 2012 la società francese di seconda serie del Monaco lo ingaggia dopo che Raggi non ha trovato l'accordo sul rinnovo del contratto col Bologna, facendogli sottoscrivere un contratto triennale fino al 30 giugno 2015 a 1,2 milioni a stagione. Già nella prima giornata di campionato, contro il Tours Football Club, segna il suo primo gol con i monegaschi, contribuendo così alla vittoria per 4-0 con la sua squadra. A fine stagione vince il campionato di seconda serie con una giornata d'anticipo.
La stagione successiva contribuisce con 28 presenze al secondo posto del Monaco in Ligue 1, realizzando anche un gol nella vittoria per 3-1 contro il Nantes.
L'anno seguente è un titolare fisso del Monaco. Il 16 settembre 2014 fa il suo debutto in assoluto in Champions League contro il Bayer Leverkusen, 1-0 per i monegaschi il risultato finale. Utilizzato da Leonardo Jardim in tutte le posizioni della difesa da terzino destro, sinistro e centrale di difesa soprattutto insieme al portoghese Ricardo Carvalho. Le ottime prestazioni offerte dal difensore italiano convincono la società monegasca a rinnovargli il contratto fino al 30 giugno 2018.
Segna la sua prima rete in ambito europeo il 25 agosto 2015, nei preliminari di Champions League, durante il match di ritorno contro il Valencia.
Diventato ormai un punto fermo della difesa monegasca, l'anno seguente viene affiancato da Kamil Glik (suo compagno di squadra al Bari nel 2010-2011 e proveniente dal Torino). In questa stagione vince la Ligue 1.
Si svincola dal Monaco, il 30 giugno 2019, annunciando l'addio al calcio il 21 gennaio 2020.

### Nazionale
Ha esordito nella Nazionale Under-21 durante la prima partita giocata nel nuovo stadio di Wembley (Inghilterra-Italia 3-3) sostituendo Alessandro Potenza al 70'.
Ha poi giocato due partite del Campionato europeo di calcio Under-21 2007, quelle contro Serbia (0-1) e Inghilterra (2-2).

## Statistiche

### Presenze e reti nei club
| Stagione        | Squadra         | Campionato      | Campionato | Campionato | Coppe nazionali | Coppe nazionali | Coppe nazionali | Coppe continentali | Coppe continentali | Coppe continentali | Altre coppe | Altre coppe | Altre coppe | Totale | Totale |
| Stagione        | Squadra         | Comp            | Pres       | Reti       | Comp            | Pres            | Reti            | Comp               | Pres               | Reti               | Comp        | Pres        | Reti        | Pres   | Reti   |
| --------------- | --------------- | --------------- | ---------- | ---------- | --------------- | --------------- | --------------- | ------------------ | ------------------ | ------------------ | ----------- | ----------- | ----------- | ------ | ------ |
| 2003-2004       | Carrarese       | C2              | 30         | 1          | CI-C            | 2               | 0               | -                  | -                  | -                  | -           | -           | -           | 32     | 1      |
| 2004-2005       | Empoli          | B               | 9          | 0          | CI              | 1               | 1               | -                  | -                  | -                  | -           | -           | -           | 10     | 1      |
| 2005-2006       | Empoli          | A               | 25         | 0          | CI              | 0               | 0               | -                  | -                  | -                  | -           | -           | -           | 25     | 0      |
| 2006-2007       | Empoli          | A               | 35         | 1          | CI              | 0               | 0               | -                  | -                  | -                  | -           | -           | -           | 35     | 1      |
| 2007-2008       | Empoli          | A               | 33         | 1          | CI              | 2               | 0               | CU                 | 1                  | 0                  | -           | -           | -           | 36     | 1      |
| Totale Empoli   | Totale Empoli   | Totale Empoli   | 102        | 2          |                 | 3               | 1               |                    | 1                  | 0                  |             | -           | -           | 106    | 3      |
| 2008-gen. 2009  | Palermo         | A               | 2          | 0          | CI              | 1               | 0               | -                  | -                  | -                  | -           | -           | -           | 3      | 0      |
| gen.-giu. 2009  | Sampdoria       | A               | 13         | 0          | CI              | 3               | 0               | CU                 | 1                  | 0                  | -           | -           | -           | 17     | 0      |
| 2009-2010       | Bologna         | A               | 31         | 1          | CI              | 1               | 0               | -                  | -                  | -                  | -           | -           | -           | 32     | 1      |
| 2010-2011       | Bari            | A               | 16         | 0          | CI              | 2               | 0               | -                  | -                  | -                  | -           | -           | -           | 18     | 0      |
| 2011-2012       | Bologna         | A               | 31         | 0          | CI              | 1               | 1               | -                  | -                  | -                  | -           | -           | -           | 32     | 1      |
| Totale Bologna  | Totale Bologna  | Totale Bologna  | 62         | 1          |                 | 2               | 1               |                    | -                  | -                  |             | -           | -           | 64     | 2      |
| 2012-2013       | Monaco          | L2              | 35         | 4          | CF+CdL          | 0+3             | 0+0             | -                  | -                  | -                  | -           | -           | -           | 38     | 4      |
| 2013-2014       | Monaco          | L1              | 28         | 1          | CF+CdL          | 4+1             | 0+0             | -                  | -                  | -                  | -           | -           | -           | 33     | 1      |
| 2014-2015       | Monaco          | L1              | 27         | 0          | CF+CdL          | 2+2             | 0+0             | UCL                | 8                  | 0                  | -           | -           | -           | 39     | 0      |
| 2015-2016       | Monaco          | L1              | 31         | 2          | CF+CdL          | 3+1             | 1+0             | UCL+UEL            | 4+5                | 1+0                | -           | -           | -           | 44     | 4      |
| 2016-2017       | Monaco          | L1              | 14         | 0          | CF+CdL          | 5+3             | 0+0             | UCL                | 15                 | 0                  | -           | -           | -           | 37     | 0      |
| 2017-2018       | Monaco          | L1              | 20         | 1          | CF+CdL          | 2+4             | 0+0             | UCL                | 2                  | 0                  | SF          | 0           | 0           | 28     | 1      |
| 2018-2019       | Monaco          | L1              | 6          | 0          | CF+CdL          | 0+0             | 0+0             | UCL                | 4                  | 0                  | SF          | 1           | 0           | 11     | 0      |
| Totale Monaco   | Totale Monaco   | Totale Monaco   | 161        | 8          |                 | 30              | 1               |                    | 38                 | 1                  |             | 1           | 0           | 230    | 10     |
| Totale carriera | Totale carriera | Totale carriera | 386        | 12         |                 | 43              | 3               |                    | 40                 | 1                  |             | 1           | 0           | 470    | 16     |

## Palmarès

### Club

#### Competizioni nazionali
- Campionato italiano di Serie B: 1

Empoli: 2004-2005
- Ligue 2: 1

Monaco: 2012-2013
- Campionato francese: 1

Monaco: 2016-2017